# Saison 1996-1997 du Boucau Tarnos stade
 (août 2010).
Cette page présente la saison 1996-1997 du Boucau Tarnos stade en Championnat de France de rugby à XV de 2e division.

## Transferts
| Joueur        | Poste                                 | Destination |
| Didier Pouyau | demi d'ouverture ou arrière et buteur | Arrêt       |

| Joueur              | Poste                 | Destination                  |
| Patrick Haurieu     | talonneur             | retour de l'Aviron bayonnais |
| Jean-Marie Capdepuy | Entraîneur des avants | Stade montois                |

## La saison
2e Division : Poule : Pontacq, Morlaàs, Orthez, Mouguerre, Adé, Montréjeau, Hendaye, Pont-Long, Cazères, Miélan, St Gaudens, Nogaro & Vic en Bigorre.
| Adversaires    | Résultats Domicile | Résultats Extérieur |
| Pontacq        | Gagné 54 à 6       | Perdu 11 à 0        |
| Morlaàs        | Gagné 26 à 0       | Perdu 40 à 6        |
| Orthez         | Match nul 20 à 20  | Perdu 28 à 10       |
| Mouguerre      | Gagné 17 à 6       | Perdu 21 à 19       |
| Adé            | Gagné 17 à 3       | Gagné 6 à 10        |
| Montréjeau     | Gagné 18 à 16      | Perdu 29 à 19       |
| Hendaye        | Perdu 12 à 17      | Gagné 6 à 12        |
| Nogaro         | Gagné 29 à 14      | Gagné 9 à 13        |
| Vic en Bigorre | Gagné 25 à 19      | Perdu 26 à 0        |
| Cazères        | Gagné 24 à 5       | Gagné 6 à 13        |
| Pont-Long      | Gagné 23 à 18      | match nul 14 à 14   |
| Miélan         | Gagné 26 à 15      | match nul 23 à 23   |
| St Gaudens     | Gagné 19 à 12      | Perdu 28 à 16       |

Le BTS termine 3e de la poule et est éliminé en 16e de Finale de 2e Division par Pamiers 12 à 11 à Lannemezan. En match de barrage ("faux 32e"), le BTS avait battu St Gaudens à Arudy 25 à 9 dans une belle entre les 2 équipes. En effet, les 2 clubs s'étaient déjà affrontées en match de poule, chacun l'ayant remporté à domicile.
| poste            | joueurs                                                                   |
| 1re ligne        | SAN-JUAN, Jérôme ELISSALDE, T LAGARDE (puis ROQUES)                       |
| 2e ligne         | LION, SAINT-JEAN                                                          |
| 3e ligne         | Christophe BLANC (puis LASPLACETTE), LAFORCADE, DURRITçAGUE (puis LERDOU) |
| demi de mêlée    | Jen-Claude CAZAURANG                                                      |
| demi d'ouverture | Denis LOURTET                                                             |
| 3/4              | DURRITçAGUE, CAZEAUX, Ditcharry, NAVARRO                                  |
| arrière          | LARROUY                                                                   |

## Effectif
| Joueurs ayant joué en 1re cette saison-là |
| --- |
| Manchot, Sanchez, Mouesca, Baby, Cazeaux, D.&Th.Lagarde, frères Durritçague, Lourtet, Arregay, Maisonnave, Larroudé, Dufreche, Dulaurent, Lion, L.&E.Larrouy, Lasplacette, Dupuy, Cazaurang, Dicharry, J-P.Cazaux, Dicharry, Navarro, Blanc, Lafourcade, Lerdoux, Saint-Jean, Elissalde, Roques, Iriarte, J.Corréia, Haurieu, Guichenducq, Lavigne, Mouesca, Vadillo |